# 河坝镇 (南县)
河坝镇，是中华人民共和国湖南省益阳市南县下辖的一个乡镇级行政单位。前身是大通湖农场。2000年，益阳将大通湖、北洲子、金盆、千山红等国营农场改为镇，设立大通湖管理区。大通湖农场改为河坝镇，为大通湖管理区管理机构驻地。2015年，湖南省人民政府批准，沙堡洲镇并入河坝镇

## 行政区划
河坝镇下辖以下地区：
金山社区、银河社区、银海社区、新山村、老河口村、新秀村、新月村、芸湖村、芸洲子村、芸景村、芸象村、芸美村、三财垸村、三源村、三广村、王家湖村、王业村、三兴村、农五村、农谷村、农丰村、农登村、农乐垸村、河万村、河众村、河一村、河心洲村和铭新村。